# Vallelunga (Curon Venosta)
La Vallelunga (in tedesco Langtauferer Tal) è una valle che si estende dall'abitato di Curon Venosta, (BZ) in direzione nord-est ed è una delle valli laterali della Val Venosta. La valle comprende la frazione omonima di Vallelunga (Langtaufers).
La valle è solcata dal Rio Carlino e percorsa da una strada lunga circa 12 km che termina nella frazione di Melago.
L'imboccatura della valle è stretta e scoscesa, alla destra si trovano le pendici di Cima Termine, il versante meridionale della valle è racchiuso dai monti del Gruppo Valbennaria-Rovina (Planeiler Berge) mentre sul lato nord si trovano i rilievi del Monte Cantone e del Gruppo della Punta della Gallina al confine con l'Austria.